# Cataulacus bequaerti
Cataulacus bequaerti är en myrart som beskrevs av Auguste-Henri Forel 1913. Cataulacus bequaerti ingår i släktet Cataulacus och familjen myror. Inga underarter finns listade.